# Antenne Düsseldorf
Antenne Düsseldorf ist ein Lokalsender für die Stadt Düsseldorf. Es ging am 7. Oktober 1990 auf Sendung und bekam seine Lizenz von der Landesanstalt für Medien Nordrhein-Westfalen. Chefredakteur ist seit 2013 Christian Zeelen.

## Programm

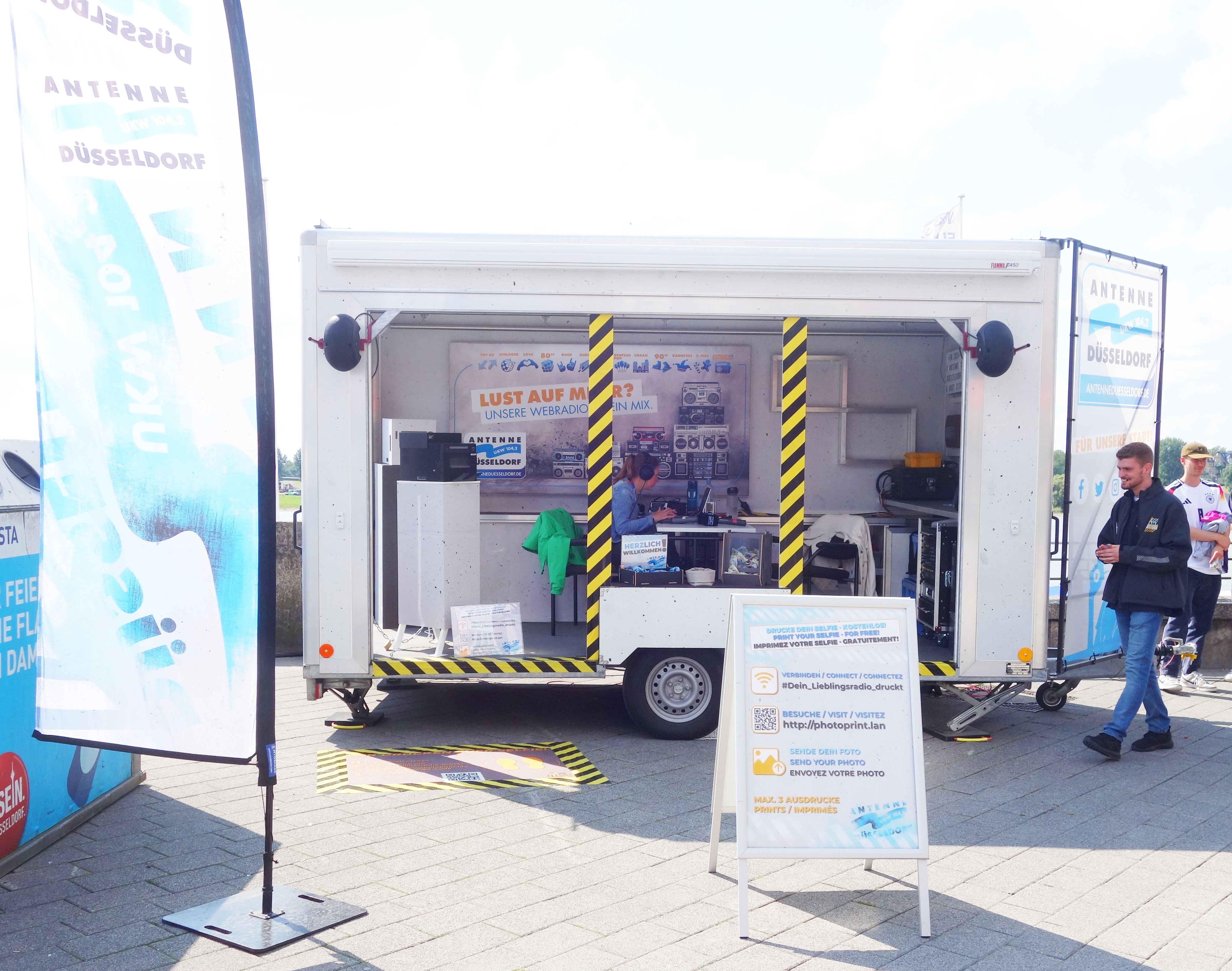
Antenne Düsseldorf am Rheinufer anlässlich der Fußball-Europameisterschaft 2024

Antenne Düsseldorf sendet in der Woche täglich rund acht Stunden Lokalprogramm. Dazu gehören die Morgensendung „Antenne Düsseldorf am Morgen“, die zwischen 6 und 10 Uhr gesendet wird und die Nachmittagssendung „Antenne Düsseldorf am Nachmittag“ von 14 bis 18 Uhr. Mittwochs (Freifahrt, Werbesendung der Rheinbahn und Düsseldorfer Wirtschaft, Werbesendung) und donnerstags (95 um 6 / Fümmenneunzich um sechs, Fortuna Düsseldorf-Sendung mit Studiogästen und Hörermeinung) werden zwischen 18 und 20 Uhr verkaufte Sondersendungen gesendet.
Samstags sendet man vier Stunden Lokalprogramm mit der Vormittagssendung „Am Wochenende“ von 8 bis 12 Uhr. Sonntags wird fünf Stunden von 9 bis 12 Uhr „Antenne Düsseldorf am Wochenende“ sowie zwischen 12 und 14 Uhr „Der Talk“ mit Claudia Monréal lokal gesendet. Außerdem lässt Antenne Düsseldorf auf seinen Frequenzen gemäß den gesetzlichen Bestimmungen Bürgerfunk ausstrahlen. Diesen kann man meist abends von 21 bis 22 Uhr hören. Zur Fußball-Bundesliga überträgt Antenne Düsseldorf als Sender der Stadt die Spiele von Fortuna Düsseldorf live mit Sport-Reporter Oliver Bendt und den Moderatoren Andreas Grunwald und Claudia Monréal im Studio.
Das Restprogramm sowie die Nachrichten zur vollen Stunde werden vom Mantelprogrammanbieter radio NRW übernommen. Als Gegenleistung sendet Antenne Düsseldorf stündlich einen Werbeblock von radio NRW. Das Lokalradio sendet von 6:30 Uhr bis 19:30 Uhr zu jeder halben Stunde drei- bis fünfminütige Lokalnachrichten, samstags von 7:30 Uhr bis 12:30 Uhr, am Sonntag von 9:30 Uhr bis 11:30 Uhr. Außerdem hört man auf Antenne Düsseldorf während des Lokalprogramms zu jeder halben und vollen Stunde lokale Wetter- und Verkehrsinformationen.
Seit Oktober 2014 ist die Sendung „Kuckuck“ mit Manes Meckenstock immer an Feier- und Festtagen auf Antenne Düsseldorf zu hören. Zwischen 2007 und 2014 war die Sendung abgesetzt worden, nachdem Manes Meckenstock Äußerungen gegen die ehemalige VIVA-Moderatorin Gülcan Kamps getätigt hatte.
2008 wurde Antenne Düsseldorf durch die Landesanstalt für Medien Nordrhein-Westfalen mit einem Sonderpreis für Crossmedialität ausgezeichnet. So hat Antenne Düsseldorf als erstes NRW-Lokalradio einen für das Netz produzierten Nachrichten-Podcast gestartet und einen eigenen Twitter-Feed gestartet.

## Unternehmen
Vermarktungsaufgaben im Bereich Radio-Werbung sind an die Pressefunk Düsseldorf GmbH, eine Tochtergesellschaft der Rheinischen Post, ausgelagert, die im Vermarktungsbereich auch weitere Lokalradios im Ballungsraum Düsseldorf betreut.

## Empfang
Antenne Düsseldorf deckt mit seiner UKW-Frequenz 104,2 MHz das Stadtgebiet Düsseldorf ab. Ausgestrahlt wird das Programm seit März 2018 vom neuen Senderstandort in Düsseldorf-Gerresheim mit einer Leistung von 1,3 kW. Der Senderstandort wurde geändert, da der alte Standort in Düsseltal auf der Sohnstraße (Telekom-Gebäude) abgerissen wurde. Der Empfang hatte sich vor allem in den Innenstadtbereichen deutlich verschlechtert. Deshalb wurde Antenne Düsseldorf im Jahr 2019 testweise eine zweite, sogenannte Stützfrequenz zugewiesen: 105,4 MHz. Da keine durchgreifenden Verbesserungen nachweisbar waren, wurde diese nach einigen Wochen wieder abgeschaltet. Stattdessen wurde der Abstrahlwinkel am Sendeturm Rotthäuser Weg in Gerreshein verändert. Des Weiteren ist das Programm in Düsseldorf über die Kabelfrequenz 94,45 MHz sowie in den Kabelnetzen Duisburg, Kreis Mettmann und Rhein-Kreis Neuss zu hören.
Die Ausstrahlung von Antenne Düsseldorf startete 1990 mit 100 Watt, wurde aber bald auf 200 Watt angehoben. Dennoch war bedingt durch den ungünstig gewählten Standort keine ausreichende Versorgung des Stadtgebiets gewährleistet. Später wurde die Sendeleistung zunächst auf 1 kW und schließlich im Dezember 2007 auf 2 kW erhöht, was die niedrige Antennenhöhe am Senderstandort Sohnstraße jedoch nicht ausgleichen kann, so dass Antenne Düsseldorf in den südlichen Stadtteilen nur bedingt zu empfangen war. Daneben diente als Füllsender die 91,5 MHz mit einer Sendeleistung von 0,02 kW. Diese sendete aus dem Stadtteil Heerdt. Erste Testsendungen waren vor Sendestart auf der Frequenz 104,1 MHz durchgeführt worden, auf dieser Frequenz kam es jedoch bei Überreichweiten zu Störungen durch ein niederländisches Programm auf der gleichen Frequenz vom Senderstandort Arnhem (heute belegt durch „CAZ!“ mit der hohen Sendeleistung von 102,3 kW), so dass die Frequenz kurz vor dem Start abgeändert wurde.